# سيف أباد (جلغة)
سیف أباد (بالفارسية: سیف‌آباد) هي قرية تقع في إيران في قسم جلغة الريفي. يقدر عدد سكانها بـ 309 نسمة .